# Albert Mertens
Albert Mertens (Lier, 22 november 1940 – Anderlecht, 9 april 1973) was een Belgisch trombonist.
Net als zijn broer trompettist Theo verkreeg hij zijn opleiding aan het Conservatorium in Antwerpen. In eerste instantie ging het daarbij ook om de trompet bij leraar Ernst Maes (1952-1956), maar daarna koos hij voor de trombone bij J. de Haes (1956-1960). In 1960 behaalde hij een eerste prijs voor trombone en kamermuziek, in 1964 gevolgd door een hoger diploma kamermuziek en de Prijs Linssen-Tervooren. Al tijdens de studie trad hij toe tot het Antwerpse Filharmonie waar hij een aantal jaren solotrombonist was (1957-1964). Van 1964 tot 1967 was hij te vinden bij het festivalorkest van de BRT en aansluitend van 1968 tot 1973 bij het Omroeporkest van die omroep.
In aanvulling op genoemde functies was hij muziekdocent koperblaasinstrumenten aan de Muziekacademie van Deurne (sinds 1963) en Muziekacademie van Merksem (sinds 1966). Hij onderwees vanaf 1969 aan het Koninklijk Conservatorium Brussel. Deze functies zou hij tot zijn dood, als gevolg van een verkeersongeval, vervullen.
Samen met zijn broer Theo Mertens bestierde hij het Kamerkoperkwartet Theo Mertens en Groot Koperensemble Theo Mertens.
Albert Mertens was getrouwd met zangeres Tonia.